# Карбенвілл (Юта)
Карбенвілл (англ. Carbonville) — переписна місцевість (CDP) в США, в окрузі Карбон штату Юта. Населення — 1383 особи (2020).

## Географія
Карбенвілл розташований за координатами 39°37′38″ пн. ш. 110°50′3″ зх. д. / 39.62722° пн. ш. 110.83417° зх. д. (39.627241, -110.834164).  За даними Бюро перепису населення США в 2010 році переписна місцевість мала площу 14,40 км², уся площа — суходіл.

## Демографія
Згідно з переписом 2010 року, у переписній місцевості мешкало 1567 осіб у 598 домогосподарствах у складі 415 родин. Густота населення становила 109 осіб/км².  Було 669 помешкань (46/км²).
Расовий склад населення:
| - 90,0 % — білих - 1,6 % — корінних американців - 0,3 % — чорних або афроамериканців - 0,1 % — вихідців з тихоокеанських островів - 0,1 % — азіатів - 5,7 % — осіб інших рас |

До двох чи більше рас належало 2,2 %. Частка іспаномовних становила 12,3 % від усіх жителів.
За віковим діапазоном населення розподілялося таким чином: 25,0 % — особи молодші 18 років, 61,6 % — особи у віці 18—64 років, 13,4 % — особи у віці 65 років та старші. Медіана віку мешканця становила 36,4 року. На 100 осіб жіночої статі у переписній місцевості припадало 99,9 чоловіків;  на 100 жінок у віці від 18 років та старших — 98,5 чоловіків також старших 18 років.
Середній дохід на одне домашнє господарство  становив 48 762 долари США (медіана — 37 500), а середній дохід на одну сім'ю — 55 251 долар (медіана — 54 554). За межею бідності перебувало 22,7 % осіб, у тому числі 35,3 % дітей у віці до 18 років та 0,0 % осіб у віці 65 років та старших.
Цивільне працевлаштоване населення становило 722 особи. Основні галузі зайнятості: транспорт — 22,6 %, освіта, охорона здоров'я та соціальна допомога — 18,6 %, мистецтво, розваги та відпочинок — 10,7 %, сільське господарство, лісництво, риболовля — 9,6 %.